# Адово (деревня)
Адово — деревня в Уржумском районе Кировской области, административный центр Рублёвского сельского поселения.

## География
Находится на расстоянии примерно 23 километра на северо-запад от районного центра города Уржум.

## История
Известна с 1802 года починок Адов, в котором проживало 26 ясашных душ (черемисы). В 1873 году учтено было дворов 3 и жителей 55, в 1905 — 42 и 267, в 1926 — 21 и 100 (все мари), в 1950 — 73 и 236 соответственно. В 1989 году отмечено 317 жителей.

## Население
Постоянное население составляло 317 человек (русские 50 %, мари 49 %) в 2002 году, 204 — в 2010.